# Hansel Mercedes
Hansel Joel Mercedes Martínez (ur. 12 stycznia 1984) – dominikański zapaśnik walczący w stylu klasycznym. Zajął 41. miejsce na mistrzostwach świata w 2011. Zdobył brązowy medal na igrzyskach panamerykańskich w 2011, mistrzostwach panamerykańskich w 2014 i mistrzostwach Ameryki Płd. w 2014. Srebrny medalista igrzysk Ameryki Środkowej i Karaibów w 2010.